# Roupie seychelloise
Pour les articles homonymes, voir Roupie.
La roupie seychelloise (symbole : SR ; code ISO 4217 : SCR) est la devise officielle des Seychelles. Elle est divisée en 100 cents. 
Depuis le 10 août 1914, alors colonie britannique, les Seychelles disposent de leurs propres émissions ; la nouvelle unité de compte remplace la roupie mauricienne, qui y circulait depuis 1877, à parité égale. En 1976, l'indépendance et la proclamation de la république mènent à une refonte complète des émissions monétaires.

## Émissions

### Billets de banque
Les langues utilisées sur les billets sont l'anglais, le créole seychellois et le français. 
La première émission de billets date de 1914, au nom du Government of Seychelles, et comprend des coupures de 50 cents, 1, 5 et 10 roupies. En 1918, une nouvelle émission est lancée pour des montants de 50 cents et 1 roupie, suivie en 1928 par des montants de  5, 10 et 50 roupies. Les billets de 50 cents et 1 roupie sont remplacés par des pièces en 1951. En 1968, des billets de 20 et 100 roupies sont fabriqués. En 1972, le billet de 5 roupies est remplacé par une pièce.
La dernière série de billets comportant le portrait de la reine Élisabeth II circule de 1968 à 1975.
En 1976, la première série de billets de l'indépendance comprend des montants de 10, 25, 50 et 100 roupies, avec sur chacun le portrait de James Mancham. En 1979, la Banque centrale des Seychelles prend désormais en charge les émissions. En 2005 est fabriqué le premier billet de 500 roupies.
La dernière série de billet de banque a été émise à partir du 5 décembre 2016 ayant pour thème la biodiversité de l'archipel, elle est composée de quatre dénomination différentes : 25, 50, 100 et 500 roupies.
| Valeur | 25 SCR               | 50 SCR               | 100 SCR               | 500 SCR               |
| ------ | -------------------- | -------------------- | --------------------- | --------------------- |
| Format | 126 mm × 63 mm       | 132 mm × 66 mm       | 138 mm × 69 mm        | 144 mm × 72 mm        |
| Recto  | Billet de 25 roupies | Billet de 50 roupies | Billet de 100 roupies | Billet de 500 roupies |
| Verso  | Billet de 25 roupies | Billet de 50 roupies | Billet de 100 roupies | Billet de 500 roupies |

### Pièces de monnaie

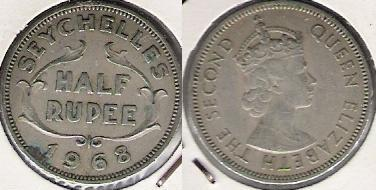
Recto et verso d'une pièce de 1/2 roupie (1968).

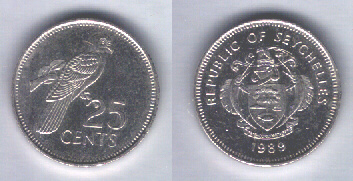
Recto et verso d'une pièce de 25 cents (1989).

Les premières pièces de monnaie seychelloises sont frappées à partir de 1939. La série comprend des montants de 1, 2 et 5 cents en bronze, de 10 cents en cupronickel et de 25 cents, 1/2 et 1 roupie en argent 500 millièmes. Les pièces de 1 et 5 cents en bronze sont remplacées par des modules plus petit en aluminium en 1972, puis en laiton à partir de 1982. La pièce de 2 cents disparaît en 1969. La pièce de 10 cents en cupronickel devient du laiton à partir de 1977. Les pièces de 25 cents, 1/2, et 1 roupie en argent deviennent du cupronickel respectivement entre 1951 et 1954. Une pièce de 5 roupies heptagonale en cupronickel est frappée à partir de 1972, puis de forme ronde à partir de 1982. La première pièce courante de 10 roupies bimétallique en acier plaqué laiton et nickel, est frappée à partir de 2016.
Il existe par ailleurs de nombreuses frappes commémoratives.